# 哈克納扎爾汗
哈克納扎爾汗（Haqnazar Khan，1509年—1580年），哈薩克汗國可汗，由1538年統治至1580年，也是在位時間最長的可汗。
他是哈斯木汗之子，他統治時期汗國受四方威脅：西面的諾蓋汗國、北面的西伯利亞汗國、東部的蒙兀兒斯坦和衛拉特人、南部的布哈拉汗國。
之後哈克納札爾汗開始奪回汗國被佔土地：收回薩里-阿爾卡的北部地區。向西從諾蓋汗國奪回薩萊楚克、在與希瓦汗國戰爭中哈薩克人征服了曼格斯拉克半岛。在東面他打敗了衛拉特人和蒙兀兒斯坦，最終把七河地區納入汗國。他也擊敗北面來自西伯利亞汗國庫楚汗的威脅。
1568年，哈薩克人成功擊敗了恩巴河上的諾蓋部落並到達阿斯特拉罕，但遭到俄國軍隊的擊退。